# Анастасія Голуб
Анастасія Голуб (нар. 4 серпня 1979, Новомосковськ) — українська оперна співачка, сопрано, перша солістка Одеського національного академічного театру опери та балету, з березня 2022 тимчасово проживає в Іспанії.

## Кар'єра[1]
Провідна вокалістка найвищої категорії, зіграла понад 20 головних ролей в Одеському національному академічному театрі опери та балету протягом 15 театральних сезонів (з 2007 р.).

## Освіта[2]
Першим учителем співачки був доцент Володимир Пахомов. З 1996 по 1999 рік навчалася у музичному коледжі міста Дніпро по класу вокалістів, який закінчила з відзнакою. Була ученицею Антоніни та Віктора Гаркуш. З 1999 р. по 2005 р. навчалася музикознавству та вокалу (клас співу) в Одеській національній музичній академії ім. А Нежданової, яку закінчила з відзнакою. Була ученицею професора Таїсії Мороз та доцента Ірини Берлізової. Потім навчалася в аспірантурі (2005—2008 р.р.) у цій же академії, яку завершила з відзнакою. З 2010 по 2022 р. працювала викладачем зазначеної Академії.

## Оперний репертуар[1]
| Papel              | Compositor               | Ópera                   |
| ------------------ | ------------------------ | ----------------------- |
| Адіна              | Гаетано Доніцетті        | Елексир любові          |
| Аретея             | Дмитро Бортнянський      | Алкід                   |
| Білосніжка         | Едуард Колмановський     | Білосніжка і сім гномів |
| Белінда            | Генрі Перселл            | Дідона та Еней          |
| Брігітта           | Петро Чайковський        | Іоланта                 |
| Кароліна           | Доменіко Чімароза        | Таємний шлюб            |
| Фраскіта           | Жорж Бізе                | Кармен                  |
| Джильда            | Джузеппе Верді           | Ріголетто               |
| Іоланта            | Петро Чайковський        | Іоланта                 |
| Лізетта            | Доменіко Чімароза        | Таємний шлюб            |
| Ліу                | Джакомо Пуччіні          | Турандот                |
| Лючія              | Гаетано Доніцетті        | Лючія де Ляммермур      |
| Манон              | Жуль Массне              | Манон                   |
| Марія Стюарт       | Гаетано Доніцетті        | Марія Стюарт            |
| Маша               | Петро Чайковський        | Пікова дама             |
| Мікаела            | Жорж Бізе                | Кармен                  |
| Мімі               | Джакомо Пуччіні          | Богема                  |
| Мюзетта            | Джакомо Пуччіні          | Богема                  |
| Оксана             | Семен Гулак-Артемовський | Запорожець за Дунаєм    |
| Оскар              | Джузеппе Верді           | Бал-маскарад            |
| Половецька дівчина | Олександр Бородін        | Князь Ігор              |
| Розіна             | Джоаккіно Россіні        | Севільський цирульник   |
| Віолетта           | Джузеппе Верді           | Травіата                |
| Відьма             | Олександр Родін          | Катерина                |

## Зв'язок з Іспанією
З 2013 р. регулярно відвідувала Іспанію як запрошена вокалістка на гастролі, співаючи в таких операх, як"Травіата", «Севільський цирульник», «Манон», «Богема» та інші. Коли у лютому 2022 р. розпочалася війна Росії проти України, Анастасія Голуб була вимушена шукати тимчасового прихисту в Іспанії. Зараз проживає у місті Сантандер. Бере постійну і активну участь у благодійних концертах і акціях на користь України, за що була нагороджена міжнародною премією «Культурна дипломатія». Відома завдяки сольним благодійним концертам у Ларедо, Потес, Сан Вісенте, Комільяс, Сантандер (Кантабрія), Логроньйо (Ла Ріоха), філармонічній спілці м. Більбао (Країні Басків), філармонічній спілці м. Бургос (Кастилія-Леон) і т.ін. Періодично співає на святкових службах архієпископа Кантабрії у Соборі Сантандеру. Так, на службі Богоявлення 6 січня 2023 у ході літургії звучали українські колядки у її виконанні.